# Дахау (район)
Дахау (нім. Dachau) — район у Німеччині, у складі округу Верхня Баварія федеральної землі Баварія. Адміністративний центр — місто Дахау.

## Населення
Населення району становить 155 117 осіб (станом на 31 грудня 2020).

## Адміністративний поділ
Район складається з 1 міста (нім. Städte), 2 торговельних громад (нім. Märkte) та 14 громад (нім. Gemeinden):
| Міста 1. Дахау (47680) Об'єднання громад 1. Одельцгаузен (9257) Торговельні громади 1. Альтомюнстер (7950) 2. Маркт-Індерсдорф (10512) | Громади 1. Бергкірхен (7753) 2. Вайкс (3565) 3. Ердвег (6171) 4. Гаймгаузен (5671) 5. Гебертсгаузен (5811) 6. Гільгертсгаузен-Тандерн (3407) 7. Зульцемос (3106) 8. Карлсфельд (21813) 9. Одельцгаузен (5214) 10. Петерсгаузен (6599) 11. Пфаффенгофен-ан-дер-Глонн (2305) 12. Рермос (6438) 13. Фіркірхен (4613) 14. Швабгаузен (6509) |

Дані про населення наведені станом на 31 грудня 2020.